# Bernd Eichinger

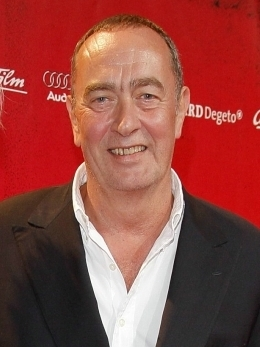
Bernd Eichinger 2008

Bernd Eichinger, född 11 april 1949 i Neuburg an der Donau, Bayern, död 24 januari 2011 i Los Angeles, Kalifornien, var en tysk filmproducent, manusförfattare och filmregissör.
Eichinger producerade filmer som Der Baader Meinhof Komplex, Elementarpartiklar, Undergången, Rosens namn och Den oändliga historien.
Eichinger var under en tid VD och styrelseordförande i Constantin Film.
Han avled den 24 januari 2011 av en hjärtinfarkt.

## Filmografi (urval)
- 1977 – Hitler – en film från Tyskland
- 1981 – Vi barn från Bahnhof Zoo
- 1984 – Den oändliga historien
- 1986 – Rosens namn
- 1991 – Manta, Manta
- 1993 – Andarnas hus
- 1994 – The Fantastic Four
- 1997 – Fröken Smillas känsla för snö
- 2001 – Avalons dimmor (TV-film)
- 2001 – Ingenstans i Afrika
- 2002 – Resident Evil
- 2004 – Resident Evil: Apocalypse
- 2004 – Undergången
- 2005 – Fantastic Four
- 2006 – Elementarpartiklar
- 2006 – Parfymen: Berättelsen om en mördare
- 2007 – Fantastic Four: Rise of the Silver Surfer
- 2007 – Resident Evil: Extinction
- 2008 – Der Baader Meinhof Komplex
- 2010 – Resident Evil: Afterlife
- 2013 – 3096 dagar